# Jaguares de Córdoba
O Jaguares de Córdoba é um clube de futebol colombiano cuja sede é Montería, Córdoba. Foi fundado no dia 5 de dezembro de 2012, joga na Categoria Primeira A colombiana. Sua  primeira  partida oficial disputou-o na cidade de Montería no dia 3 de fevereiro de 2013, contra o Real Cartagena.
Jaguares joga de local no Estádio Jaraguay da cidade de Montería, inaugurado no dia 3 de novembro de 2012 na cerimónia inaugural dos Jogos Desportivos Nacionais de Colômbia do mesmo ano, e encontra-se localizado no Quilómetro 7, Via a Planeta Rica. Seu máximo lucro, até o momento, tem sido o título do Torneio de Ascensão, à Primeira Divisão do Futebol Profissional Colombiano, ganhado em Primeiro B.
Atualmente,compete na Categoria Primeira A de Colômbia e participou durante 2 anos, na Categoria Primeira B, entre 2013 e 2014.

## História

### Fundação
A equipa foi fundada no dia 5 de dezembro de 2012, tomando a ficha do Sucre Futebol Clube.
Numa iniciativa liderada pela Prefeitura de Montería e a Gobernación do departamento de Córdoba, com o apoio de empresas da região, chegou-se a um acordo com as diretorias do antigo Sucre para transladar a equipa à capital cordobesa a partir de 2013 com o nome de Jaguares de Córdoba.
Nelson Soto Duque, é o máximo accionista do clube que nasceu faz vinte anos com o nome de Girardot F.C., transladando-se em mais três ocasiões com os nomes de Desportos Palmira, Pacífico F.C., Sucre F.C. e agora, com Jaguares.

### Debut no profissionalismo
O 3 de fevereiro de 2013, Jaguares de Córdoba debutó com vitória de ganhando-lhe 2 - 1 ao recém descido Real Cartagena. Ante para perto de 8.000 aficionados que chegaram ao Estádio Municipal de Montería.
A equipa dirigida por César Maturana começou sua debut com um autogol do argentino Rodrigo Marangoni que lhe deu a vantagem aos visitantes ao minuto 15. No entanto, os cordobeses não se renderam e ao minuto 33 empatou o defensor Francisco Alvear. Para a segunda metade os "felinos" fizeram respeitar sua casa, e ao 13' do segundo tempo Luis Fernando Sánchez marcou o golo do triunfo do recém criado clube cordobés.

### Temporada 2013
No torneio abertura, depois de debutar ante o Real Cartagena, jogando como locais, com vitória, Jaguares teve aceitáveis actuações de local, mas os maus resultados de visitante deixaram à equipa a metade do torneio na parte baixa da tabela. César Maturana foi destituído, e em substituição nomearam a Álvaro Zuluaga, que o teve a ponto de classificar aos cuadrangulares finais.
Para o finalização, nomearam como técnico a José Alberto Suárez, que o classificou a cuadrangulares, depois de derrotar 2-1 ao Atlético Bucaramanga, ao que teve que enfrentar novamente, junto a Cortuluá e Desportivo Rionegro. Jaguares conseguiu duas vitórias consecutivas, mas não teve os resultados favoráveis nas seguintes datas.

### Temporada 2014 e Ascensão à Primeira Categoria
Depois de uma excelente campanha dirigida por José Alberto Suárez no que conseguiram 41 pontos em todo o semestre, 27 como local e 14 como visitante, Jaguares se consagrou campeão do Primeiro Torneio 2014 da Categoria Primeira B ou Torneio Postobon, ao lhe ganhar ao América de Cali 4-1 na ida, jogada em Montería, com golos de Denis Gómez (23'), Wilder Salazar (73'), e doblete de Harold Precioso (55' e 91'), quem foi o goleador da equipa. Leyvin Balanta (89') anotou o desconto para os Diabos Vermelhos. No partido de volta, jogado no Estádio Pascual Guerreiro, Jaguares conseguiu um empate 1-1 (global 5-2) com golos de Harold Precioso (59') para Jaguares, e de Jorge Brazales (82') para o local. Com esse resultado, a equipa de Montería consagrar-se-ia como campeão do Torneio Abertura da Categoria Primeira B. Assim, Jaguares ganhou seu primeiro Torneio depois de ter sido criado tão só um ano dantes. Com o fim de determinar que equipa ascenderia à Primeira Categoria do futebol colombiano para o torneio 2015, se jogou um grande final contra o Desportos Quindío, campeão do torneio do segundo semestre. a equipa de Jaguares, desta vez dirigido por Héctor Estrada ficou com o triunfo depois de perder 2-0 o primeiro partido e ganhar 3-0 no partido de volta em Montería, com golos de Jesús Arrieta (30'), Juan José Mezú (43') e Leonardo Saldaña (69'), de tiro livre. Com isto, Jaguares obteve a ascensão à máxima categoria, iniciando em 2015. Esta é a primeira vez que a cidade de Montería e o departamento de Córdoba tem uma equipa competindo na máxima categoria do futebol profissional de Colômbia.

### 2015: Debut em Primeira Divisão
Em seu debut na máxima Categoria do futebol profissional colombiano a equipa dirigida por Carlos Castro teve uma boa apresentação, tendo em conta de que a equipa era nova em Primeira Divisão: obteve 21 pontos de 60 possíveis e ficou localizado na décimo quinta posição, com 5 partidos ganhados, 6 empatados e 9 perdidos, e uma diferença de golo de -11. Lastimosamente, ficou eliminado da segunda fase.

### Torneio Finalização 2015
Jaguares teve uma muito má apresentação no Finalização 2015, onde ficou na posição N° 19, isto é, a penúltima posição da Categoria, com só 13 pontos, produto de 11 partidos perdidos, 7 empatados e só 2 ganhados, ademais, teve várias mudanças de técnico durante a temporada, e finalizou os últimos dois partidos (contra Independente Santa Fé e Desportos Tolima), sendo dirigido pelo corpo técnico da equipa, com o qual conseguiu um empate 2 -2 contra Santa Fé e uma derrota 2 -1 em frente ao Tolima, ambos em condição de local, e ficando, obviamente, fora do octagonal final. Essa perda de pontos, afectou-o no tema do descenso, que passou a ser uma preocupação maior para o conjunto "felino".

## Uniforme
- Uniforme titular: T-shirt azul celeste com degradado alvo (em pontos) diagonal, pantalón azul celeste e médias azuis celeste.
- Uniforme alternativo: T-shirt branca com degradado azul (em pontos) diagonal, pantalón branco, médias brancas com faixas azul céu.

## Provedores e patrocinadores
Listagem por períodos dos provedores da indumentaria e as entidades patrocinadoras da equipa.
| Período  | Provedor | Patrocinadores                                                                                   |
| -------- | -------- | ------------------------------------------------------------------------------------------------ |
| 2013     | Zodium   | Prefeitura de Monteria - Gobernación de Córdoba - Urrá S.A. - Comfacor                           |
| 2014     | Inova    | Prefeitura de Monteria - Gobernación de Córdoba - Urrá S.A. - Comfacor                           |
| 2015 - I | Kaxon    | Prefeitura de Monteria - Gobernación de Córdoba - Comfacor - Confuturo - Urrá S.A - UPB Montería |

## Instalações

### Estádio Jaraguay de Montería

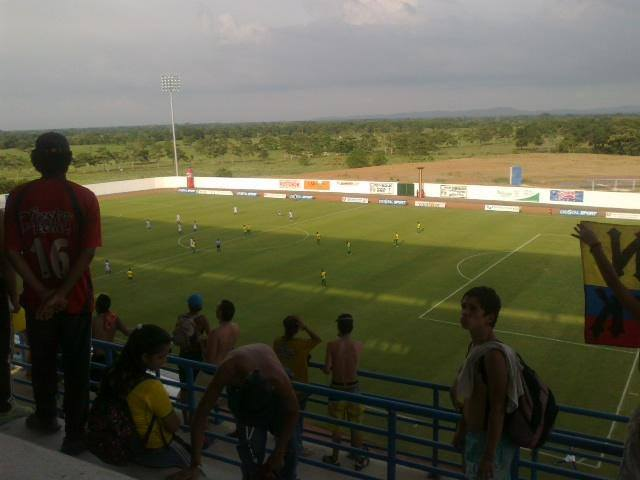
Estádio Jaraguay

O Estádio Jaraguay, é o principal palco desportivo da capital do departamento de Córdoba. Neste palco joga seus partidos como local a equipa Jaguares da Categoria Primeira A. Tem aforo para 8.000 espectadores. Está construído na etapa 1 de 4.
O palco foi usado pela primeira vez na cerimónia inaugural dos Jogos Desportivos Nacionais de Colômbia o 3 de novembro de 2012. Na cerimónia, para a ignição do pebetero do Fogo Desportivo, fizeram relevos os medallistas olímpicos Helmut Bellingrodt, Óscar Figueroa e Mariana Pajón, quem entregou o último depoimento ao exboxeador e excampeón mundial, Miguel 'Happy' Lora.
Jaguares debutó neste estádio o 3 de fevereiro de 2013 em frente à equipa do Real Cartagena, partido que ganharam os locais por 2-1.

### Estádio Alberto Saibis Saker de Cereté
El Estadio Alberto Saibis Saker ubicado en el municipio de Cereté, Área Metropolitana de Montería; actualmente es utilizado por Jaguares para realizar las entrenamientos de pretemporada y prácticas de espacio reducido, fútbol y repaso táctico. Anteriormente este escenario deportivo era utilizado por los desaparecidos clubes Atlético Córdoba y Córdoba Club de Fútbol; para disputar los encuentros oficiales en el torneo de Categoría Primera B.

### Estadio Armando Tuiran Paternina
El Estadio Armando Tuiran Paternina seria la tercera casa de Jaguares de Cordoba despues del Estadio Alberto Saibis Saker de Cereté,donde el equipo felino podría jugar los partidos de la Copa Águila. “Este tema debe tener una aprobación especial de la asamblea, vamos a hablar con el alcalde y el gobernador para mirar que es lo más beneficioso para el departamento en el tema futbolístico. Lo vemos con muy buenos ojos porque hay senadores que pueden contribuir mucho al desarrollo del fútbol en Córdoba”. Recordemos en este escenario se juega la Liga Ñ.

## Escudo
O escudo de Jaguares apresenta um desenho heráldico com forma francês antigo, com certa curvatura em sua parte superior. Rodeia-o uma bordura com as cores, verde na parte esquerda e azul numa pequena parte inferior direita, (Alegoria ao poder demoledor das mandíbulas poderosas do Jaguar); baseando nas cores da bandeira oficial do departamento de Córdoba.
Dentro do escudo localiza-se um 'Jaguar', comumente sobre fundo branco ou transparente, escolhe-se este animal tendo em conta que nos escudos de Córdoba, Montería e outros municípios cordobeses está presente este felino, símbolo religioso da cultura Zenú. De ali, que o nome da equipa "JAGUARES", que aparece formando um arco, na parte superior do emblema do clube, se inspira neste animal carnívoro félido.
Até mediados de 2014, o escudo da equipa possuía um desenho básico, este mantinha a silhueta do 'Jaguar' no centro, com tons amarelo e café ocre; sustentando entre seus colmillos uma bola de futebol. O emblema encontrava-se acompanhado em seu ao redor por dois vetores, que imitam as garras de um felino, o da parte esquerda de cor verde e o de sua direita cor azul; ao interior e no centro deste último encontravam-se as letras "F.C.. Na parte superior, aparecia o nome do clube igual como aparece actualmente e em sua parte inferior, a palavra "CÓRDOBA", complementando assim, o nome oficial da equipa de futebol, tal como o era num princípio.

## Treinadores
- César Maturana (2013)
- Alvaro Zuluaga (2013)
- Alberto Suárez (2013 - 2014)
- Gabriel Jaime Gómez (2014)
- Héctor Estrada (2014)
- Carlos César Castro (2014 - 2015)
- Jorge Luis Bernal (2015)
- Adolfo León Holguín (2015)
- Carlos Navarrete (2015 - 2016)
- Hubert Bodhert (2016 - Presente)

## Dados do clube
- Temporadas em 1.ª: 12; (2015 -  presente)
- Temporadas em 2.ª: 2; (2013 e 2014)
- Total de pontos em 1.ª 257 pts. (2015 - até a data)
- Melhor posto na primeira divisão:
  - 5º (2017-I)

- Pior posto na primeira divisão:
  - 19º (2015-II)
- Racha mais longa sem ganhar
  - Durou 13 partidos sem ganhar, desde o 12 de julho do 2015 até o 27 de setembro de 2015.
- Maior invicto como local em une: 11 partidos, desde o 3 de abril até o 25 de setembro de 2016.
- Maior número de golos num campeonato: 21 (2015-I)
- Menor número de golos num campeonato: 16 (2016-I)
- Maior goleada conseguida:
  - Em Primeira Divisão:
    - 0-3 ao Desportivo Cali, o 12 de julho de 2015.

  - Em Segunda Divisão:
    - 4-1 ao América de Cali, o 4 de junho de 2014.
- Maior goleada recebida:
  - Em Primeira Divisão:
    - 5-0 ante Desportos Tolima, o 17 de maio de 2015.
    - 4-0 ante Cúcuta Desportivo, o 20 de setembro de 2015.
    - 4-0 ante Junior, o 21 de fevereiro de 2015.

  - Em Segunda Divisão:
    - 4-0 ante América de Cali, o 14 de maio de 2013.
- Primeiro jogador convocado por uma selecção
  - William Palácio, o 27 de agosto do 2015 pela selecção Colômbia.
- Maior quantidade de partidos ganhados num torneio: 6 vitórias em 20 partidos (2016-I)
- Menor quantidade de partidos ganhados num torneio: 2 vitórias em 20 partidos (2015-I)
- Máximo goleador: Harold Precioso (22 golos)

### Mais participações
| #                                          | Nome                  | Período         | Partidos | Golos |
| ------------------------------------------ | --------------------- | --------------- | -------- | ----- |
| 1.                                         | Leonardo Saldaña      | 2013 - 2016     | 164      | 4     |
| 2.                                         | Wilder Salazar        | 2013 - 2016     | 140      | 6     |
| 3.                                         | Denis Gómez           | 2013 - 2016     | 107      | 11    |
| 4.                                         | Ramón Córdoba         | 2013 - Presente | 106      | 1     |
| 5.                                         | Luis Fernando Sánchez | 2013 - 2014     | 85       | 19    |
| Última actualização: 16 de janeiro de 2017 |                       |                 |          |       |

### Máximos goleadores
| #                                         | Nombre                | Periodo     | Goles | Partidos |
| ----------------------------------------- | --------------------- | ----------- | ----- | -------- |
| 1.                                        | Harold Preciado       | 2013 - 2014 | 22    | 40       |
| 2                                         | Luis Fernando Sánchez | 2013 - 2014 | 19    | 85       |
| 3.                                        | Mauricio González     | 2013 - 2015 | 15    | 73       |
| 4.                                        | Denis Gómez           | 2013 - 2016 | 11    | 107      |
| 5.                                        | Kevin Alvear          | 2013 - 2014 | 9     | 61       |
| Última actualización: 16 de enero de 2017 |                       |             |       |          |

## Palmarés

### Torneios nacionais
- Categoria Primeira B (1): 2014